# Delia nigriabdominis
Delia nigriabdominis este o specie de muște din genul Delia, familia Anthomyiidae, descrisă de Xue în anul 2001. Conform Catalogue of Life specia Delia nigriabdominis nu are subspecii cunoscute.